# فلزات نبيلة

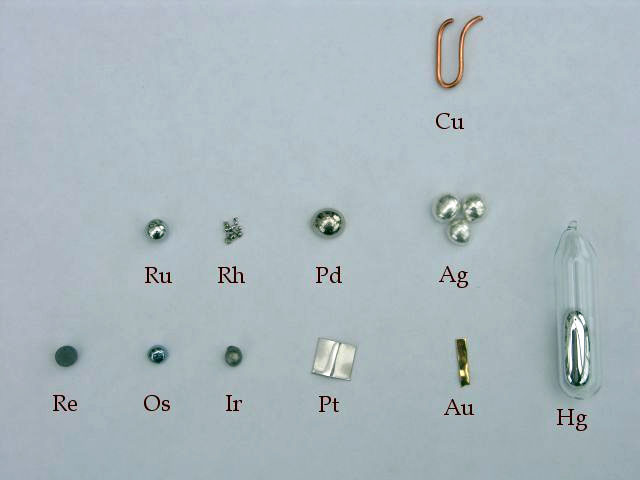

الفلزات النبيلة هي المعادن المقاومة للتآكل والأكسدة في ظروف الهواء الرطب على العكس من معظم المعادن الأساسية. وهي تميل إلى أن تكون مرتفعة السعر، بسبب ندرتها في القشرة الأرضية. والمعادن النبيلة (وفق ترتيب زيادة العدد الذري) الروثينيوم والروديوم والبلاديوم والفضة والأوزميوم والإريديوم والبلاتين والذهب.
توجد بعض المصادر تضيف إلى ما سبق من المعادن الزئبق  والرينيوم. في حين لا يتم اعتبار التيتانيوم والنيوبيوم والتانتالوم من ضمن المعادن النبيلة على الرغم من مقاومتها العالية للتآكل
وينبغي عدم الخلط بين المعادن النبيلة والمعادن الثمينة على الرغم من أن معظم المعادن النبيلة تنتمي إلى المعادن الثمينة